# Eptatretus springeri
Eptatretus springeri – gatunek bezszczękowca z rodziny śluzicowatych (Myxinidae).

## Zasięg występowania
Płn-wsch. część Zatoki Meksykańskiej.

## Cechy morfologiczne
Osiąga 59 cm długości. 6 par otworów skrzelowych. 84–92 gruczoły śluzowe w tym 16–19 przedskrzelowych, 2–5 skrzelowych, 52–57 tułowiowych i 9–13 ogonowych.

## Biologia i ekologia
Występuje na głębokości 400–730 m.